# California Breed (album)
California Breed è il primo e unico album in studio del gruppo hard rock statunitense California Breed, pubblicato nel maggio 2014.

## Tracce
1. The Way – 3:54
2. Sweet Tea – 3:52
3. Chemical Rain – 4:38
4. Midnight Oil – 4:45
5. All Falls Down – 5:07
6. The Grey – 3:55
7. Days They Come – 4:17
8. Spit You Out – 3:38
9. Strong – 4:26
10. Invisible – 4:44
11. Scars – 4:10
12. Breathe – 4:17

## Formazione
Gruppo
- Glenn Hughes - voce, basso
- Andrew Watt - chitarra, voce
- Jason Bonham - batteria

Musicisti aggiuntivi
- Dave Cobb - percussioni
- Mike Webb - tastiere
- Kristen Rogers - cori
- Julian Lennon - voce in Breathe